# Equazione di Fokker-Planck

Una soluzione ad un'equazione di Fokker-Planck monodimensionale, con termine di diffusione. La condizione iniziale è una distribuzione delta di Dirac in x=1: la distribuzione si allarga e sposta il centro (drift) ad x=0.

In matematica e nella teoria della probabilità, l'equazione di Fokker-Planck, il cui nome è dovuto a Adriaan Fokker e a Max Planck, detta anche equazione anticipativa di Kolmogorov, descrive l'evoluzione temporale della funzione di densità di probabilità della posizione di una particella, e può essere generalizzata ad altri enti osservabili.
Il primo impiego dell'equazione di Fokker-Planck fu la descrizione statistica del moto browniano di una particella in un fluido. In una dimensione spaziale {\displaystyle x}, l'equazione di Fokker-Planck per un processo con termine di deriva {\displaystyle D_{1}(x,t)} e termine di diffusione {\displaystyle D_{2}(x,t)} è:
{\displaystyle {\frac {\partial }{\partial t}}f(x,t)=-{\frac {\partial }{\partial x}}\left[D_{1}(x,t)f(x,t)\right]+{\frac {\partial ^{2}}{\partial x^{2}}}\left[D_{2}(x,t)f(x,t)\right]}
Più in generale, la probabilità tempo-dipendente della distribuzione potrebbe dipendere da un set di {\displaystyle \ N} macrovariabili {\displaystyle \ x_{i}}. La forma generale dell'equazione di Fokker-Planck è quindi:
{\displaystyle {\frac {\partial f}{\partial t}}=-\sum _{i=1}^{N}{\frac {\partial }{\partial x_{i}}}\left[D_{i}^{1}(x_{1},\ldots ,x_{N})f\right]+\sum _{i=1}^{N}\sum _{j=1}^{N}{\frac {\partial ^{2}}{\partial x_{i}\,\partial x_{j}}}\left[D_{ij}^{2}(x_{1},\ldots ,x_{N})f\right]}
dove {\displaystyle D^{1}} è il vettore di direzione e {\displaystyle D^{2}} il tensore di diffusione, quest'ultimo dei quali risulta dalla presenza della forza stocastica.

## L'equazione
In una dimensione, per un processo di Itō dato dall'equazione differenziale stocastica:
{\displaystyle dX_{t}=\mu (X_{t},t)dt+{\sqrt {2D(X_{t},t)}}dW_{t}}
con {\displaystyle \mu (X_{t},t)} la velocità di deriva, {\displaystyle D(X_{t},t)} il coefficiente di diffusione e {\displaystyle W_{t}} un processo di Wiener, l'equazione di Fokker-Planck per la densità di probabilità {\displaystyle f(x,t)} di una variabile casuale {\displaystyle X_{t}} è data da:
{\displaystyle {\frac {\partial }{\partial t}}f(x,t)=-{\frac {\partial }{\partial x}}\left[\mu (x,t)f(x,t)\right]+{\frac {\partial ^{2}}{\partial x^{2}}}\left[D(x,t)f(x,t)\right]}
Utilizzando la variante di Stratonovich, il processo stocastico può essere scritto come:
{\displaystyle dX_{t}=\left[\mu (X_{t},t)-{\frac {1}{2}}{\frac {\partial }{\partial X_{t}}}D(X_{t},t)\right]dt+{\sqrt {2D(X_{t},t)}}\circ dW_{t}}
che include un termine aggiuntivo nella velocità di deriva originato da rumore dovuto ad effetti legati al gradiente di diffusione. Ogni soluzione dell'equazione differenziale stocastica di Stratonovich è anche soluzione dell'equazione differenziale stocastica di Itō.
In generale, dato un vettore N-dimensionale {\displaystyle \mathbf {X} _{t}} di variabili casuali e un processo di Wiener standard M-dimensionale {\displaystyle \mathbf {W} _{t}}:
{\displaystyle d\mathbf {X} _{t}={\boldsymbol {\mu }}(\mathbf {X} _{t},t)\,dt+{\boldsymbol {\sigma }}(\mathbf {X} _{t},t)\,d\mathbf {W} _{t}}
la densità di probabilità {\displaystyle f(\mathbf {x} ,t)} per il vettore {\displaystyle \mathbf {X} _{t}} soddisfa l'equazione di Fokker-Planck:
{\displaystyle {\frac {\partial f(\mathbf {x} ,t)}{\partial t}}=-\sum _{i=1}^{N}{\frac {\partial }{\partial x_{i}}}\left[\mu _{i}(\mathbf {x} )f(\mathbf {x} ,t)\right]+{\frac {1}{2}}\sum _{i=1}^{N}\sum _{j=1}^{N}{\frac {\partial ^{2}}{\partial x_{i}\,\partial x_{j}}}\left[D_{ij}(\mathbf {x} )f(\mathbf {x} ,t)\right]}
con {\displaystyle {\boldsymbol {\mu }}=(\mu _{1},\ldots ,\mu _{N})} il vettore velocità deriva, e il tensore di diffusione che è dato da:
{\displaystyle D_{ij}(\mathbf {x} ,t)=\sum _{k=1}^{M}\sigma _{ik}(\mathbf {x} ,t)\sigma _{jk}(\mathbf {x} ,t)}
Se si considera l'equazione differenziale stocastica di Stratonovich:
{\displaystyle d\mathbf {X} _{t}={\boldsymbol {\mu }}(\mathbf {X} _{t},t)\,dt+{\boldsymbol {\sigma }}(\mathbf {X} _{t},t)\circ d\mathbf {W} _{t}}
la relazione di Fokker-Planck assume la forma:
{\displaystyle {\frac {\partial f(\mathbf {x} ,t)}{\partial t}}=-\sum _{i=1}^{N}{\frac {\partial }{\partial x_{i}}}\left[\mu _{i}(\mathbf {x} )f(\mathbf {x} ,t)\right]+{\frac {1}{2}}\sum _{k=1}^{M}\sum _{i=1}^{N}{\frac {\partial }{\partial x_{i}}}\left\{\sigma _{ik}(\mathbf {x} ,t)\sum _{j=1}^{N}{\frac {\partial }{\partial x_{j}}}\left[\sigma _{jk}(\mathbf {x} ,t)f(\mathbf {x} ,t)\right]\right\}}

## Relazioni tra equazioni con differenziale stocastico
L'equazione di Fokker-Planck può essere utilizzata per calcolare la probabilità delle densità delle equazioni differenziali stocastiche. Considerando l'equazione differenziale di Itō:
{\displaystyle \mathrm {d} \mathbf {X} _{t}={\boldsymbol {\mu }}(\mathbf {X} _{t},t)\,\mathrm {d} t+{\boldsymbol {\sigma }}(\mathbf {X} _{t},t)\,\mathrm {d} \mathbf {W} _{t}}
dove {\displaystyle \mathbf {X} _{t}\in \mathbb {R} ^{N}}è lo stato e {\displaystyle \mathbf {W} _{t}\in \mathbb {R} ^{M}} è un processo di Wiener M-dimensionale standard. Se la distribuzione iniziale è {\displaystyle \mathbf {X} _{0}\sim f(\mathbf {x} ,0)}, allora l'ampiezza di probabilità {\displaystyle f(\mathbf {x} ,t)} dello stato {\displaystyle \mathbf {X} _{t}} è data da un'equazione di Fokker-Planck con direzione e termini di diffusione:
{\displaystyle D_{i}^{1}(\mathbf {x} ,t)=\mu _{i}(\mathbf {x} ,t)\qquad D_{ij}^{2}(\mathbf {x} ,t)={\frac {1}{2}}\sum _{k}\sigma _{ik}(\mathbf {x} ,t)\sigma _{kj}^{\mathsf {T}}(\mathbf {x} ,t)}
Similmente, un'equazione di Fokker-Planck può essere derivata per l'equazione differenziale stocastica di Stratonovich. In questo caso, i termini di direzione provocati dal suono si rivelano se la lunghezza del suono è stato-dipendente.

### Esempio
Un processo di Wiener scalare standard è generato dall'equazione stocastica differenziale:
{\displaystyle \ \mathrm {d} X_{t}=\mathrm {d} W_{t}}
Il termine di direzione è zero, il coefficiente di diffusione è 1/2 e l'equazione di Fokker-Planck corrispondente è:
{\displaystyle {\frac {\partial f(x,t)}{\partial t}}={\frac {1}{2}}{\frac {\partial ^{2}f(x,t)}{\partial x^{2}}}}
che è la forma più semplice di equazione di diffusione.

## Moto browniano
Nel caso di una particella che si muova nel quadro dell'equazione di Smoluchowski (che concerne le particelle tali che {\displaystyle \gamma v\gg ma}, tipicamente le molecole o gli oggetti di massa "trascurabile"):
{\displaystyle {\dot {X}}+{\frac {F(X)}{\gamma }}=\sigma B}
ove {\displaystyle B} è un rumore bianco, {\displaystyle \textstyle \gamma } il coefficiente di viscosità e {\displaystyle F(x)} un campo di forze. Se {\displaystyle p(x,t)} è la probabilità di trovare la particella nel punto {\displaystyle x} all'istante {\displaystyle t}, per applicazione del lemma di Itō si ottiene:
{\displaystyle {\frac {\partial p(x,t)}{\partial t}}={\frac {\sigma ^{2}}{2\gamma ^{2}}}\triangle p(x,t)+{\frac {F(x)}{\gamma }}.\nabla p(x,t)}
ove {\displaystyle \textstyle {\frac {\sigma ^{2}}{2\gamma ^{2}}}=D} è il coefficiente di diffusione. Una particolare equazione di Fokker-Planck permette, con delle condizioni a contorno e nell'origine adeguate, di studiare il movimento browniano di una particella in un campo di forze.

### Considerazioni di calcolo
Il moto browniano segue l'equazione di Langevin, che può essere risolta per molte differenti forzanti stocastiche, che risultano essere mediate (il metodo Monte Carlo, insieme canonico in dinamica molecolare). Tuttavia, al posto di questo approccio intensivo di calcolo, si può utilizzare l'equazione di Fokker-Planck e considerare {\displaystyle f(\mathbf {v} ,t)}, ossia la funzione di probabilità di densità di una particella che ha una velocità nell'intervallo {\displaystyle (\mathbf {v} ,\mathbf {v} +d\mathbf {v} )}, quando inizia il suo moto con {\displaystyle \mathbf {v} _{0}} a tempo=0.

## Soluzione
Essendo un'equazione differenziale alle derivate parziali, l'equazione di Fokker-Planck può essere risolta analiticamente solo in casi particolari. L'analogia formale di questa equazione con l'equazione di Schrödinger consente di usare un operatore tecnico speciale conosciuto dalle meccaniche quantiche per la sua soluzione in un certo numero di casi.
In molte applicazioni si è solo interessati allo stato costante di probabilità della distribuzione {\displaystyle f_{0}(x)}, che può essere trovata da {\displaystyle {\dot {f}}_{0}(x)=0}. Il calcolo dei tempi di passaggio iniziale principale e le probabilità di scissione possono essere ridotte alla soluzione di un'equazione differenziale ordinaria che è intimamente legata all'equazione di Fokker-Planck.

## Integrale sui cammini
Ogni equazione di Fokker-Planck è equivalente ad un integrale sui cammini: tale formulazione è un ottimo punto di partenza per l'applicazione dei metodi della teoria dei campi.
Dal momento che l'equazione di Fokker-Planck è formalmente equivalente all'equazione di Schrödinger, la si scriva (in una variabile {\displaystyle x}) nella forma:
{\displaystyle {\frac {\partial }{\partial t}}f\left(x^{\prime },t\right)=\int _{-\infty }^{\infty }dx\left(\left[D_{1}\left(x,t\right){\frac {\partial }{\partial x}}+D_{2}\left(x,t\right){\frac {\partial ^{2}}{\partial x^{2}}}\right]\delta \left(x^{\prime }-x\right)\right)f\left(x,t\right)}
La derivata rispetto a {\displaystyle x} interessa solo la funzione a {\displaystyle \delta }, e non {\displaystyle f(x,t)}. Integrando su un intervallo temporale {\displaystyle \varepsilon }:
{\displaystyle f\left(x^{\prime },t+\varepsilon \right)=\int _{-\infty }^{\infty }\,dx\left(\left(1+\varepsilon \left[D_{1}\left(x,t\right){\frac {\partial }{\partial x}}+D_{2}\left(x,t\right){\frac {\partial ^{2}}{\partial x^{2}}}\right]\right)\delta \left(x^{\prime }-x\right)\right)f\left(x,t\right)+O\left(\varepsilon ^{2}\right)}
Inserendo l'integrale di Fourier per la funzione {\displaystyle \delta }:
{\displaystyle \delta \left(x^{\prime }-x\right)=\int _{-i\infty }^{i\infty }{\frac {d{\tilde {x}}}{2\pi i}}e^{{\tilde {x}}\left(x-x^{\prime }\right)}}
si ha:
{\displaystyle {\begin{aligned}f\left(x^{\prime },t+\varepsilon \right)&=\int _{-\infty }^{\infty }dx\int _{-i\infty }^{i\infty }{\frac {d{\tilde {x}}}{2\pi i}}\left(1+\varepsilon \left[{\tilde {x}}D_{1}\left(x,t\right)+{\tilde {x}}^{2}D_{2}\left(x,t\right)\right]\right)e^{{\tilde {x}}\left(x-x^{\prime }\right)}f\left(x,t\right)+O\left(\varepsilon ^{2}\right)\\&=\int _{-\infty }^{\infty }dx\int _{-i\infty }^{i\infty }{\frac {d{\tilde {x}}}{2\pi i}}\exp \left(\varepsilon \left[-{\tilde {x}}{\frac {\left(x^{\prime }-x\right)}{\varepsilon }}+{\tilde {x}}D_{1}\left(x,t\right)+{\tilde {x}}^{2}D_{2}\left(x,t\right)\right]\right)f\left(x,t\right)+O\left(\varepsilon ^{2}\right)\end{aligned}}}
Questa equazione esprime {\displaystyle f\left(x^{\prime },t+\varepsilon \right)} come un funzionale su {\displaystyle f\left(x,t\right)}. Iterando {\displaystyle \left(t^{\prime }-t\right)/\varepsilon } volte e facendo il limite per {\displaystyle \varepsilon \longrightarrow 0} si ha l'integrale sui cammini, con Lagrangiana data da:
{\displaystyle L=\int dt\left[{\tilde {x}}D_{1}\left(x,t\right)+{\tilde {x}}^{2}D_{2}\left(x,t\right)-{\tilde {x}}{\frac {\partial x}{\partial t}}\right]}
Anche se in modo formalmente differente, sono molti i problemi che sono affrontati tramite l'equazione di Fokker-Planck o la sua formulazione integrale.

## Particolari casi con soluzione nota e inversione
In Matematica finanziaria nel contesto della modellizzazione dello smile di volatilità per opzioni tramite modelli di volatilità locale, si presenta l'esigenza di derivare il coefficiente di diffusione {\displaystyle {\sigma }(\mathbf {X} _{t},t)} coerente con una curva di densità dedotta dai prezzi di mercato delle opzioni. Si tratta quindi di invertire l'equazione di Fokker-Planck: data la densità f(x,t) dedotta dal mercato per il sottostante {\displaystyle X} dell'opzione, si desidera ricavare la volatilità locale {\displaystyle {\sigma }(\mathbf {X} _{t},t)} coerente con {\displaystyle f}. Questo è un problema inverso che è stato risolto da Dupire (1994, 1997) in generale in forma non-parametrica, e da Brigo e Mercurio (2002, 2003) in forma parametrica tramite l'introduzione di una particolare volatilità locale {\displaystyle {\sigma }(\mathbf {X} _{t},t)} coerente con una soluzione dell'equazione di Fokker-Planck data da una mistura di densità. Si vedano anche i testi di Fengler (2008), Gatheral (2008) e Musiela e Rutkowski (2008).